# 진해 해군기지
진해 해군기지(鎭海海軍基地, Jinhae Naval Base)는 경상남도 진해시에 있는 대한민국 해군의 기지이다.

## 역사
1945년 11월 30일에 폐쇄된 일본 제국 해군의 진해 경비부를 인수하여 설립되었다.
2007년 12월 1일, 해군작전사령부가 부산 해군기지로 옮겼다.

## 조직 목록

### 주둔
- 진해 기지사령부

### 세입
- 해군교육사령부
- 해군군수사령부
- 잠수함사령부

### 기관
- 해군사관학교

## 역대 사령관
| #  | 성명        | 취임일           | 이임일           | 참고 |
| -- | ----------- | ---------------- | ---------------- | ---- |
| 8  | 준장 엄현성 | 2007년 11월      | ?                |      |
| 9  | 준장 하태민 | ?                | 2009년 12월 17일 |      |
| 10 | 준장 강희승 | 2009년 12월 18일 | 2011년 11월 21일 |      |
| 11 | 준장 신정호 | 2011년 11월 22일 | ?                |      |
| 12 | 준장 조영삼 | ?                | 2014년 11월 4일  |      |
| 13 | 준장 송택근 | 2014년 11월 5일  | 2016년 4월       |      |
| 14 | 준장 한동진 | 2016년 4월       | 2016년 11월      |      |
| 15 | 준장 김용관 | 2016년 11월      | 2018년 5월       |      |
| 16 | 준장 임정택 | 2018년 6월       | 2018년 7월       |      |
| 17 | 준장 이수열 | 2019년 1월       | 2019년 12월      |      |
| 18 | 준장 강성희 | 2019년 12월      | 2021년 1월       |      |
| 19 | 준장 류효상 | 2021년 1월       | 2021년 12월      |      |
| 20 | 준장 신형식 | 2021년 12월      | 2022년 12월      |      |
| 21 | 준장 김정일 | 2022년 12월      | 2023년 11월      |      |
| 22 | 준장 김태훈 | 2023년 11월      | 2024년 12월      |      |
| 23 | 준장 한승우 | 2024년 12월      |                  |      |